# Litargus didesmus
Litargus didesmus är en skalbaggsart som först beskrevs av Thomas Say 1826.  Litargus didesmus ingår i släktet Litargus och familjen vedsvampbaggar. Inga underarter finns listade i Catalogue of Life.